# 扁足折额蟹
扁足折额蟹（学名：Micippa platipes）为蜘蛛蟹總科折额蟹属的动物。折额蟹属原屬蜘蛛蟹科宝石蟹亚科（Mithracinae），今屬宝石蟹科（Mithracidae MacLeay, 1838）。其物種體較厚實而圓，足細長，行動遲緩。多數食腐肉。
分布于日本、广泛分布于印度太平洋区以及中国大陆的西沙群岛（永興島）、海南岛等地，生活环境为海水，多生活于潮间带至20米深的海滨。其生存的海拔下限为-20米。